# 1170
1170 (MCLXX) je bilo navadno leto, ki se je po julijanskem koledarju začelo na četrtek.

## Dogodki

### Slovenija
- Ustanovitev Kartuzije Jurklošter.

### Politika Henrika II. Angleškega
- Angleški kralj Henrik II. da po francoskem zgledu kronati mladoletnega sina Henrika ml. za angleškega kralja (sokralja). Ker je sprt s canterburyjskim nadškofom Tomažem Becketom, kronanje opravi yorški nadškof. Dejansko oblast seveda ohrani sam.
- Henrik II. in nadškof Tomaž Becket se končno sporazumeta in Becket se vrne nazaj v Anglijo.↓
- november → Po ponovnem sporu s kraljem Becket izobči tri njegove svetovalce. ↓
- 29. december → Umor Tomaža Becketa: kralj Henrik II. ukaže aretirati canterburyjskega nadškofa in bivšega zaupnika Tomaža Becketa. Ker se Becket ne pusti aretirati štirim vitezom, ki jih je poslal kralj, ti Becketa pobijejo z meči.

#### Ostalo po Evropi
- 27. marec - Lombardska zveza sklene zavezništvo s papežem Aleksandrom III.
- 22. april - Bizantinski cesar Manuel I. Komnen preda Genovčanom konstantinopelsko četrt Coparion in jim jo doda k njihovi stari četrti. Nedolgo zatem Pisanci in Benečani oplenijo genovsko četrt.
- 1. avgust - Leonski kralj Ferdinand II. potrdi ustanovitev viteškega Reda Svetega Jakoba (Orden de Santiago).
- 12. oktober - Berškega grofa Adolfa II. nasledi sin Adolf III.
- 1. november - Katastrofalne poplave na dan Vseh Svetih na Nizozemskem, ki na mnogih krajih na novo zarišejo obalo. Poplave povežejo Zuiderzee, ki je bilo pred tem sladkovodno jezero, z morjem.
- 18. november - Prvega brandenburškega mejnega grofa Alberta Medveda nasledi sin Oton I.
- 28. november: 
  - Umrlega švabskega vojvodo Friderik V., prvorojenca cesarja Friderika Barbarosse nasledi  mlajši brat Konrad, ki prevzame ime Friderik VI.
  - Umrlega valižanskega princa, kralja žepne kraljevine Gwynedd Owaina ap Gruffydda nasledi sin Hywel ab Owain.

- 20. december - Umrlega abasidskega kalifa Al-Mustandžida, ki je vladal mestu Bagdad z okolico, nasledi sin Al-Mustadi.
- Umrlega kijevskega velikega kneza Mstislava II. nasledi Gleb I.. Naziv velikega kneza je 'velik' zgolj še simbolično, saj je Mstislava leto dni poprej hudo porazil knez Vladimir-Suzdala Andrej Bogoljubski.
- Danski nadškof Absalon, v službi kralja Valdemarja I., uniči še eno vendsko piratsko oporišče v Baltiku na otoku Wolin.
- Pariz ima okoli 20.000 prebivalcev.
- Začetek pridelave sira čedar (ang. Cheddar cheese) v jugozahodni Angliji, grofija Somerset.
- Wales: Madog ab Owain, sin valižanskega princa Owena Griffitha, po legendi odpluje v Severno Ameriko. Arheološke najdbe sicer tega (do zdaj) ne potrjujejo.

### Azija

#### Bližnji vzhod
- december - Egiptovski vladar Saladin začne oblegati križarski Darum. Jeruzalemski kralj Amalrik I. pošlje na pomoč sile nastanjene v Gazi, zato Saladin zapusti Darum in začne oblegati Gazo. Ker ne more zavzeti mesta, opustoši okolico. ↓
- → Do konca leta zasede Saladinova vojska še manjši otok v Akabskem zalivu, ki so ga koristili križarski pirati.
- Kilikijska Armenija: Mleh, pomuslimanjeni brat umrlega armenskega kralja Torosa II. s pomočjo Nur ad-Dinve vojske uzurpira prestol Armenske Kiklije in umori mladoletnega kralja, nečaka Rubena II.

#### Daljni vzhod
- Koreja: v kraljevini Goryeo prevzame oblast vojska, ki izžene kralja Uidžonga in nastavi njegovega sina Mjeongdžonga.

### Afrika
- Severnoafriško mesto Fes v Almohadskem kalifatu prehiti Konstantinopel po številu prebivalcev.

## Rojstva
- 5. april - Izabela Hainaulška, francoska kraljica, soproga Filipa II. († 1190)
- 28. junij - Valdemar II., danski kralj († 1241)
- 20. november - Edmund Rich, canterburyjski nadškof, svetnik († 1240)

Neznan datum
- Azzo VI. d'Este, italijanski condottiero, markiz († 1212)
- Sveti Dominik, španski ustanovitelj meniškega reda dominikancev († 1221)
- Ednyfed Fychan, valižanski senešal Gwynedda († 1246)
- Ermengarda Beaumonška, škotska kraljica, soproga Vilijema I. († 1234)
- Evstahij Menih, francoski pirat († 1217)
- Fudživara Masacune, japonski pesnik († 1221)
- Haakon Nori, norveški jarl († 1214)
- Henrik I., nemški plemič, knez Anhalta († 1252)
- Henrik I. Clémenški, baron Argentana, francoski maršal († 1214)
- Hubert de Burgh, angleški plemič, regent, 1. grof Kent († 1243)
- Konstantin XI. Laskaris, bizantinski cesar († 1205)
- Mukali, mongolski general († 1223)
- Leonardo Fibonacci, italijanski matematik  († 1250)
- Peter iz Ebolija, italijanski pesnik († 1220)
- Pons d'Ortaffa, katalonski trubadur († 1246)
- Ranulf de Blondeville, angleški plemič, 6. grof Chester, 1. grof Lincoln († 1232)
- Rihard iz San Germana, italijanski kronist († 1243)
- Rodrigo Jiménez de Rada, španski zgodovinar, nadškof Toleda († 1247)
- Sančo VII., navarski kralj († 1234)
- Vilijem I., holandski grof, križar († 1222)
- Walther von der Vogelweide, nemški pesnik († 1230)
- Zhao Rugua, kitajski uradnik, etnograf († 1228)

## Smrti
- 22. januar - Wang Chongyang, kitajski daoistični učenjak, utemeljitelj Quanzhenske šole (* 1113)
- 21. maj - Godrik iz Finchala, angleški menih in skladatelj (* 1065)
- 19. avgust - Mstislav II. Izjaslavič, veliki kijevski knez (* ok. 1125)
- 12. oktober - Adolf II., grof Berga (* 1095)
- 18. november - Albert Medved, brandenburški mejni grof (* 1100)
- 28. november:
  - Friderik V., švabski vojvoda, sin nemškega kralja Friderika I. Barbarosse (* 1164)
  - Owain ap Gruffydd, valižanski princ, vladar kraljevine Gwynedd (* 1080)
- 29. november - Tomaž Becket, canterburyjski nadškof, mučenec in svetnik (* 1118)
- 20. december - Al-Mustandžid, abasidski kalif (* 1124)

Neznan datum
- Abu Hamid al-Garnati, svetovni potnik in diplomat (* ni znano)
- Ruben II., gospod Armenske Kiklije (* 1165)
- Eliezer ben Nathan, nemški judovski pesnik (* 1090)